# Родригес Корреа, Карлос
Карлос Родригес Корреа (порт. Carlos Rodrigues Corrêa; 29 декабря 1980, Лимейра, Сан-Паулу, Бразилия) — бразильский футболист, полузащитник клуба «Капивариано».

## Биография
После нескольких лет выступлений за малоизвестные команды[какие?], в 2003 году 23-летний Карлос Корреа перешёл в «Палмейрас». За три года выступлений за «Палмейрас» Корреа стал лидером команды, выступая преимущественно в центре поля и иногда справа.
В 2006 году за 4 миллиона евро перешёл в киевское «Динамо». В 2009 году был отдан в аренду «Атлетико Минейро». Затем он временно играл за «Фламенго».
В июне 2011 года у Корреа истек срок аренды во «Фламенго» и он вернулся в киевское «Динамо». 28 августа впервые после двухлетнего перерыва сыграл в официальном матче за «Динамо», выйдя на замену в матче с «Днепром».
В августе 2012 года подписал контракт с бразильским клубом «Палмейрас» сроком на 1 год, однако после вылета одного из самых титулованных клубов Бразилии в Серию B контракты с рядом игроков, включая Карлоса Корреа, были разорваны. 21 декабря Корреа перешёл в «Португезу». Официально он был представлен команде 3 января 2013 года. Всего через 4 месяца игрок праздновал победу с командой в Серии A2 чемпионата штата Сан-Паулу.

## Достижения
- Чемпион Украины (2): 2007, 2009
- Чемпион Бразилии в Серии B (1): 2003
- Чемпион штата Минас-Жерайс (1): 2010
- Чемпион штата Сан-Паулу в Серии A2 (1): 2013
- Обладатель Кубка Украины (2): 2006, 2007
- Обладатель Суперкубка Украины (3): 2006, 2007, 2009
- Обладатель Кубка Первого канала 2008